# Георгієвський Василь Тимофійович
Георгієвський Василь Тимофійович (рос. Георгиевский Василий Тимофеевич, 1861—1923) — дослідник давньоруського мистецтва та церковної старовини, архівіст, член Історичного товариства імені Нестора-Літописця; статський радник.

## Життєпис
Народився 6 січня 1861 року в місті Судогда Володимирської губернії в родині священика.
Навчався у Володимирській духовній семінарії, яку закінчив в 1881 році.
Навчався на церковно-історичному відділенні Київської духовної академії, яку закінчив у 1885 році.
Викладав у Володимирському жіночому єпархіальному училищі, служив інспектором церковно-парафіяльних шкіл у Києві та Київській губернії. З 1901 р. до 1914 року був уповноваженим у справах іконописних шкіл при Комітеті піклування про російський іконопис. У 1907—1917 рр. — член училищної ради при Святійшему Синоді.
У 1911—1913 роках він зробив три наукові подорожі на Афон, доставивши в Російську імперію кілька фрагментів афонського настінного живопису та опублікував альбом «Фрески Панселіна в Протаті на Афоні» (рос. Фрески Панселина в Протате на Афоне, СПб., 1914 р.).
Після Жовтневого перевороту 1917 року, в 1917—1918 роках, був діловодом на Всеросійському Помісному соборі в Москві.
У липні 1918 р. увійшов до Комісії зі збереження та розкриття стародавнього живопису в Росії при Музейній колегії Наркомосу РРФСР. Брав участь у розчищенні фресок XII століття в Дмитрівському соборі та фресок початку XV століття в Успенському соборі у м. Володимирі. З вересня 1918 р. був членом експедиції О. І. Анісімова в Білозерський та Ферапонтів монастирі міста Кирилова, після повернення з якої отримав посаду інспектора при Головному управлінні архівної справи і з вересня 1919 р. був призначений на хранителя стародавніх тканин Збройової палати Московського кремля.
Мешкав у м. Москві в Замоскворіччі. Помер 14 грудня 1923 р. у Москві після хвороби. Похований на Даниловському цвинтарі.
Його дочка — Є. В. Георгіївська-Дружиніна після смерті батька видала останню, підготовлену до 1917 року, наукову роботу батька — «Пам'ятники стародавнього російського мистецтва Суздальського музею» (рос. Памятники старинного русского искусства Суздальского музея, Москва, 1927 р.). У неї ж збереглася частина архіву В. Т. Георгіївського.

## Нагороди
За багаторічна службу при Синоді був відзначений — 
- 1899 року Орден Святого Станіслава 3 ступеня;
- 1910 р. Орден Святого Володимира 3 ступеня;
- 1913 р. Орден Святого Станіслава 1 ступеня.